# 狭盔马先蒿黑毛亚种
狭盔马先蒿黑毛亚种（学名：Pedicularis stenocorys sp. melanotricha）为玄参科马先蒿属下的一个亚种。

## 扩展阅读
- 維基物種上的相關：狭盔马先蒿黑毛亚种